# Sammelminiaturenspiel

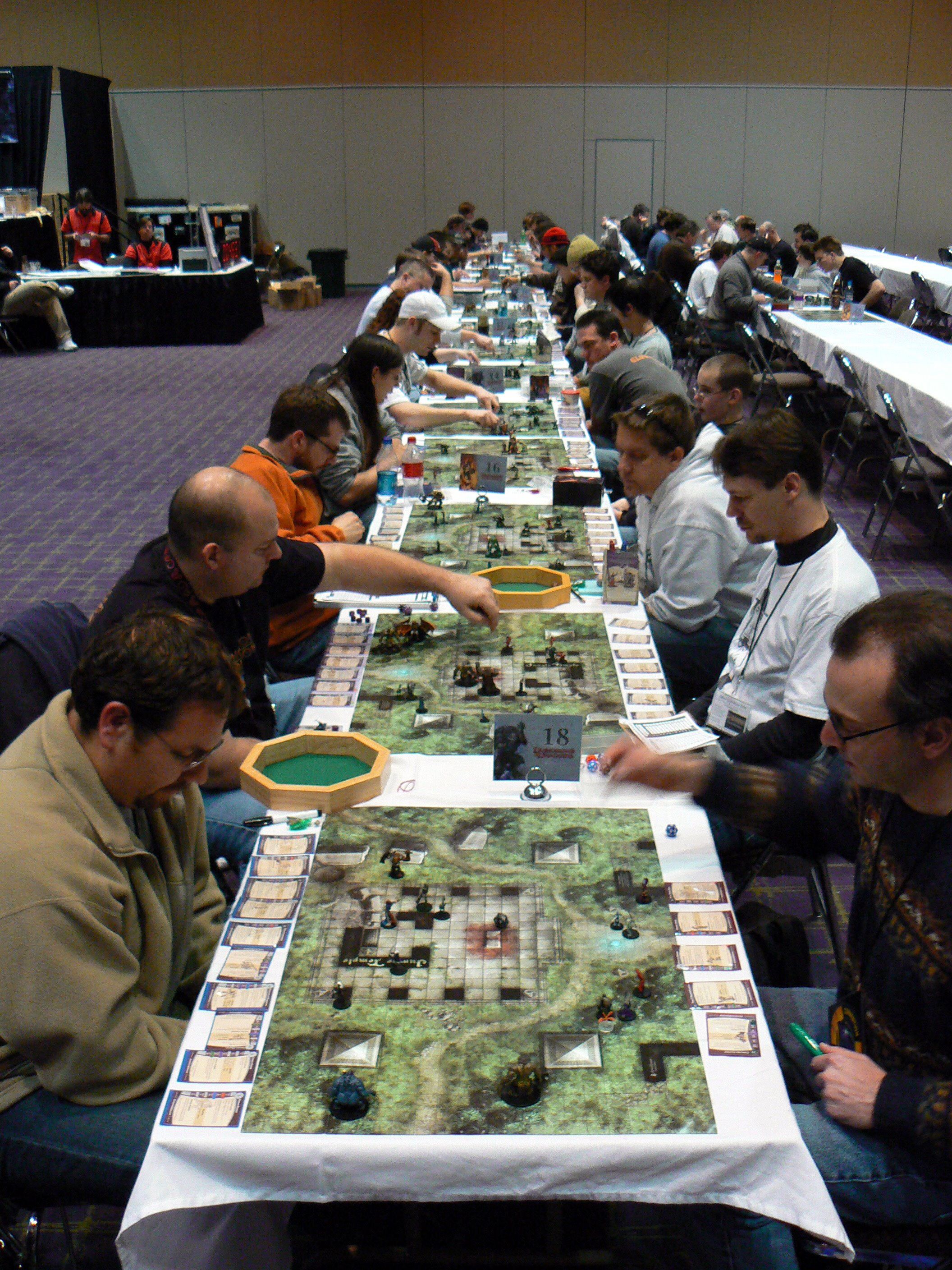
Ein Turnier des Dungeons & Dragons Miniatures Game

Ein Sammelminiaturenspiel ist ein Spiel, das mit Miniaturen gespielt wird. Im Gegensatz zu vielen anderen Brettspielen gibt es für das Spiel keinen festen Satz an Miniaturen, sondern jeder Spieler stellt sich die Miniaturen, die er spielen möchte, selbst zusammen. Miniaturen können je nach Spiel gekauft, gehandelt, getauscht, gewonnen oder gesammelt werden. Die Spielregeln eines Spiels werden vom Hersteller festgelegt.
Die Miniaturen, die ein Spieler besitzt, bilden die Grundlage für seinen Spielstil. In einem Sammelminiaturenspiel existieren meist viele verschiedene Miniaturen, die vom Anbieter gekauft werden können. Sie werden in unterschiedlichen Häufigkeiten in vorgefertigten Spieleinheiten (so genannte Starter) und in Packungen (so genannte Booster) mit (mehr oder weniger) zufälliger Miniaturen-Zusammenstellung angeboten. Der Käufer kennt die Zusammenstellung der Miniaturen nicht, der Hersteller hatte aber Quoten für die Verteilung seiner seltenen Miniaturen in den Boostern. Seltene Miniaturen besitzen meist bessere Werte und sind von Spielern begehrt.
Um sämtliche Miniaturen oder zumindest die gewünschten Miniaturen zu bekommen, muss ein Spieler sie sammeln, handeln oder tauschen. Aufgrund der zufälligen Verteilung der Miniaturen beim Kauf von Startern oder Boostern ist ein großer Sekundärmarkt entstanden, auf dem einzelne Miniaturen verkauft werden, sowie Websites, auf denen Spieler mit nicht benötigten Miniaturen handeln können.

## Abgrenzung zu anderen Spielarten
Sammelminiaturenspiele sind ähnlich den Sammelkartenspielen, nur dass Miniaturen statt Karten genutzt werden. 
Sammelminiaturen können theoretisch ebenfalls ein Tabletop-Spiel sein. Entgegen dem Anglizismus Tabletop (zu Deutsch: Tischplatte) genügt es für ein Tabletop nicht, dass es auf einem Tisch gespielt wird. Ein Tabletop zeichnet aus, dass sich die Miniaturen frei bewegen können und nicht an einen festen Spielplan oder ein Spielbrett gebunden sind. Die gängigen Sammelminiaturenspiele werden aber alle auf einem Spielplan gespielt, und bei allen aktuellen Tabletop-Spielen werden die Miniaturen nicht zufällig in Startern oder Boostern gekauft, sondern die Spieler wissen, welche Miniaturen sie kaufen, wenn sie eine Erweiterung kaufen. 

## Beispiele für Sammelminiaturenspiele
Mage Knight bezog den von Trading Card Games bekannten Sammlereffekt durch „Boosterpacks“ mit ein, indem die (hier schon vorbemalten) Figuren in Verpackungseinheiten verkauft wurden, bei denen nicht klar war, welche Figur erworben wurde. Zudem wird hier die Standfläche (Fachbegriff: Base) als Lebenspunkt- und Werteanzeige verwendet. Diese Art der Base-Nutzung findet sich in diesem Sektor sehr häufig, so auch bei Dreamblade (s. u.) und HeroClix. Auch gibt es einen Sammlermarkt, der sich auf alte, nicht mehr produzierte Miniaturen konzentriert.
Das durch Trading Card Games großgewordene US-Unternehmen Wizards of the Coast (WotC) brachte im August 2006 auf ähnlicher Basis (Booster) das Sammelminiaturenspiel Dreamblade auf den Markt. Dreamblade hielt sich dort aber nur für knappe zwei Jahre. WotC vermarktete in der Folge noch eine Star-Wars-Miniaturen-Reihe, die sowohl Figurenkämpfe als auch später Raumschlachten ermöglichte.
Weitere Beispiele für Sammelminiaturenspiele sind Dungeons & Dragons Miniatures Game, Halo ActionClix, HorrorClix, Monsterpocalypse und Pokémon Trading Figure Game.